# Chorisoneura similis
Chorisoneura similis är en kackerlacksart som beskrevs av Karlis Princis 1951. Chorisoneura similis ingår i släktet Chorisoneura och familjen småkackerlackor. Inga underarter finns listade i Catalogue of Life.